# Letiště Lisabon-Portela

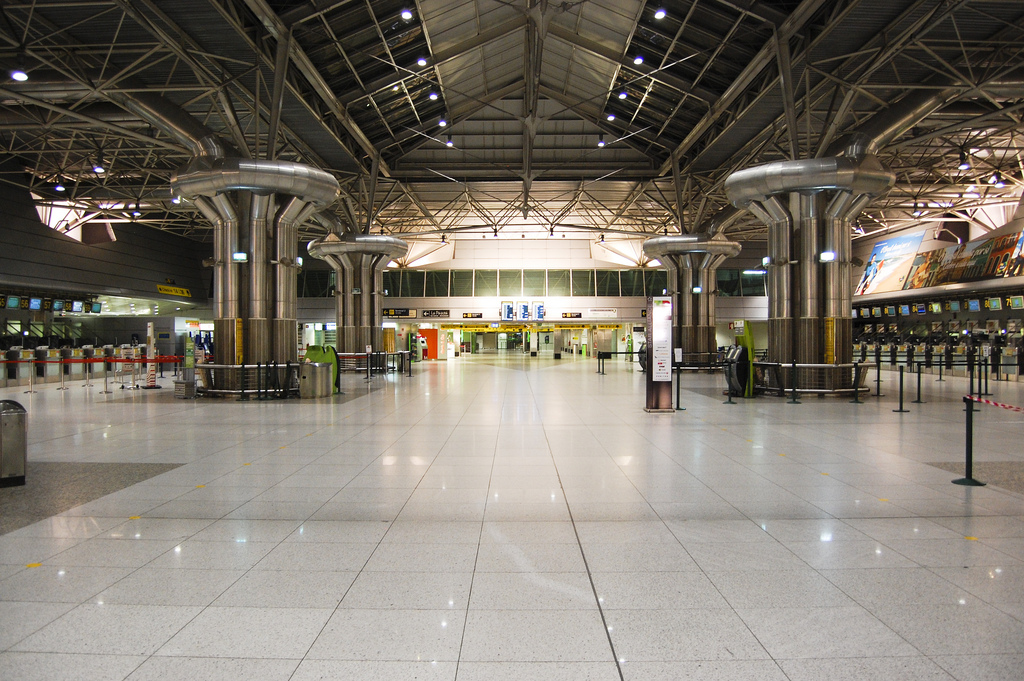
Terminál 1

Letiště Lisabon-Portela, oficiálně Letiště Humberta Delgada (IATA: LIS, ICAO: LPPT; Aeroporto de Lisboa, Aeroporto Humberto Delgado) je letiště, které se nachází 7 km od centra hlavního města Lisabonu v městské části Portela. Je to jedno z největších letišť jižní Evropy a hlavní evropský hub. Tvoří ho dva terminály a dvě dráhy, na kterých je schopen přistát i Boeing 747. V blízkosti terminálu 1 se nachází stanice Aeroporto lisabonského metra.
V roce 2018 letiště odbavilo 29 milionů cestujících, což znamenalo 8,9% nárůst oproti roku 2017.

## Historie
Letiště bylo otevřeno 15. října 1942 během druhé světové války pro lety do severní Afriky, Gibraltaru a Káhiry. Po válce se začalo rychle rozvíjet a v roce 1945 již odbavilo okolo 100 tisíc pasažérů. O rok později zde přistávaly významné evropské aerolinie (British European Airways, Air France, KLM, Iberia).
V letech 1949–1962 se začala budovat nová přistávací dráha pro první proudová letadla typu Boeing a Douglas. Po dokončení sloužila i pro zámořské lety do Severní Ameriky. V 70. letech byly terminál i hangáry zvětšeny, protože do New Yorku začal z letiště létat první Boeing 747.

## Dráhy a terminály
První dráha 02/20 má délku 3 800 x 45 m a asfaltový povrch. Druhá dráha 17/35  byla zrušena a přetvořena na pojížděcí dráhu T. 
Terminál 1 slouží pro mezinárodní lety, přílety a odlety. Terminál 2 slouží pouze k odletům.